# Anna Schober (Historikerin)
Anna Schober (auch Anna Schober-de Graaf) (* 1966 in Wolfsberg (Kärnten)) ist eine österreichische Historikerin und Bildwissenschaftlerin. Sie ist Professorin für Visuelle Kultur am Institut für Kulturanalyse der Alpen-Adria-Universität Klagenfurt. Anna Schober ist die Tochter des Politikers Albin Schober.

## Leben
Schober studierte Geschichte, Kunstgeschichte und Politikwissenschaften in Wien, Frankfurt am Main und Colchester. 2009 habilitierte sie sich an der Universität Wien mit einer Arbeit über ästhetische Taktiken als Mittel politischer Emanzipation in der Moderne und Gegenwart. Schober absolvierte eine Reihe von internationalen Forschungsaufenthalten u. a. am Centre for Theoretical Studies in the Humanities and Social Sciences an der University of Essex, Colchester (2000–2003) und an der Jan van Eyck Academie in Maastricht (2003). Sie leitete die FWF-Projekte „Aesthetic tricks as a means of political emancipation“ (2003–2006) und „City-Squats: The Cinema as a space for political action“ (2006–2009). Von 2009 bis 2011 war Schober Marie Curie Fellow und Visiting Professor an der Universität Verona, wo sie das Projekt „Picturing Gender“ durchführte. 2011 übernahm sie eine Mercator-Gastprofessur am Institut für Soziologie der Justus-Liebig-Universität Gießen, wo sie auch als Vertretungsprofessorin und Leiterin eines DFG-Forschungsprojektes bis August 2016 tätig war.
Seit September 2016 ist Anna Schober Professorin für Visuelle Kultur an der Alpen-Adria-Universität Klagenfurt.

## Wissenschaftlicher Beitrag
In ihrer Dissertation Blue Jeans. Eine artifizielle Mythologie rekonstruierte Schober, wie sich die Blue-Jeans-Mythen über verschiedenste Bildwelten (Stummfilme, Dokumentarfotografie, Hollywoodfilme und Jugendsubkulturen) sowie in verschiedenen Konsumentenmilieus in den USA und Westeuropa seit dem Ende des 19. Jahrhunderts konstituieren konnten und wie diese transnational weitergegeben und dabei transformiert wurden.
In ihrer Habilitation untersuchte Schober die Erfindung einer Avantgarde- und Neo-Avantgarde-Tradition in West- und Südosteuropa in Verschränkung mit einer Geschichte von Protestbewegungen im 20. und 21. Jahrhundert. Ziel war es, eine kritische Genealogie dieser Praktiken zu erstellen und darüber zu einer Neubewertung ästhetischer Intervention zu kommen, in der die Unkalkulierbarkeit dieser Eingriffe sowie ihr kontingentes Mitwirken an der Konstitution ästhetisch-politischer Hegemonien in den Vordergrund gestellt wurden. Im DFG-Forschungsprojekt „Everybody – eine transnationale Ikonografie“ setzt Schober ihre genealogischen Forschungen fort und verfasst eine Genealogie und Ikonografie von „everybodies“, d. h. von ikonisch figurierten Anrufungs- und Attraktionsgestalten.
In einem Forschungsprojekt zum Thema Kino als Bewegung in Zentral- und Südosteuropa untersuchte Schober den mit 1968 stattfindenden transnationalen Umbruch im Schaffen von Amateurfilmemachern und „Autoren“ in Deutschland, Österreich und Jugoslawien und die damit zusammenhängende Transformation von Öffentlichkeit in pluralistisch-demokratischen und Einparteienstaaten.

## Mitgliedschaften (Auswahl)
Schober ist Mitglied in verschiedenen wissenschaftlichen Vereinigungen. Für die Funktionsperioden 2014–2018 und 2018–2022 ist sie im Scientific Board des Research Committee (RC57) der International Sociological Association (ISA).

## Publikationen
Eine umfassende Publikationsliste von Anna Schober findet sich auf research gate oder auf ihrer Homepage.